# NGC 1807
| NGC 1807                                                           | NGC 1807                       |
| ------------------------------------------------------------------ | ------------------------------ |
|                                                                    |                                |
| Beobachtungsdaten Äquinoktium: J2000.0, Epoche: J2000.0            |                                |
| Sternbild                                                          | Taurus                         |
| Rektaszension                                                      | 05h 10m,8                      |
| Deklination                                                        | +16° 31′                       |
| Scheinbare visuelle Helligkeit                                     | ca. 7,0 mag                    |
| Winkelausdehnung                                                   | ca. 15′                        |
| Anzahl Sterne                                                      |                                |
| Hellster Stern                                                     |                                |
| Geschichte                                                         |                                |
| Entdeckung                                                         | John Herschel, 25. Januar 1832 |
| Weitere Bezeichnungen                                              |                                |
| C 0507+164 • OCl 462 • Lund 154 • Mel 29 • Cr 59 • h 348 • GC 1020 |                                |

NGC 1807 ist eine zufällige Anordnung von Sternen (ein Asterismus) an der Grenze der Sternbilder Taurus und Orion, nahe dem offenen Sternhaufen NGC 1817. NGC 1807 hat einen Winkeldurchmesser von 15 Bogenminuten und eine scheinbare visuelle Helligkeit von 7,0 mag. Das Objekt wurde am 25. Januar 1832 von John Herschel entdeckt.